# بيتار ستيفانوف
بيتار ستيفانوف هو رباع بلغاري، ولد في 22 يونيو 1966.

## وصلات خارجية
- بيتار ستيفانوف على موقع أوليمبيديا (الإنجليزية)